# مارتن سيه
مارتن سيه هو لاعب كرة قدم سلوفاكي، ولد في 22 أغسطس 1988 في ترنتشين في سلوفاكيا. شارك مع منتخب سلوفاكيا تحت 21 سنة لكرة القدم. أما مع النوادي، فقد لعب مع بوهيميانز 1905 ونادي سلوفان براتيسلافا.

## وصلات خارجية
- مارتن سيه على موقع قاعدة بيانات كرة القدم.إي يو (الإنجليزية)
- مارتن سيه على موقع Soccerway.com (الإنجليزية)
- مارتن سيه على موقع عالم كرة القدم.نت (الإنجليزية)